# Смал, Гейс
Гейс Смал (нидерл. Gijs Smal; род. 31 августа 1997, Де-Рейп, Северная Голландия) — нидерландский футболист, защитник клуба «Фейеноорд».

## Клубная карьера
Смал — воспитанник клубов «Де Рейп», АФК 34 и «Волендам». 22 сентября 2017 года в матче против «Де Графсхап» он дебютировал в Эрстедивизи. 2 февраля 2018 года в поединке против ситтардской «Фортуны» Гейс забил свой первый гол за «Волендам». В 2020 году Самл перешёл в «Твенте», подписав контракт на 3 года. 25 сентября в матче против «Гронингена» он дебютировал в Эредивизи. 30 апреля 2022 года в поединке против «Хераклеса» Гейс забил свой первый гол за «Твенте».
31 мая 2024 года подписал четырёхлетний контракт с «Фейеноордом». 14 сентября дебютировал за клуб в гостевом матче Эредивизи против ПЕК Зволле, заменив на 64-й минуте Уго Буэно.